# Lo Zoo di 105 Compilation Vol. 4
Lo Zoo di 105 Compilation Vol. 4 è la quarta compilation dell'omonimo programma radiofonico, pubblicata il 30 novembre 2010.

## CD1
Intro: Sigla Zoo by Bloom 06 - Welcome To The Zoo (Wender Remix 2010)
1. Alex Gaudino - I'm In Love (I Wanna Do It) - 4:42
2. Sgt. Slick - Like This - 4:17
3. Triple X - Feel The Same (Gary Caos Super Club Remix) - 4:38
4. Jared Dietch & Mitch LJ feat. Polina - Limit Is The Sky - 4:32
5. Wolfgang Gartner - Illmerica - 4:28
6. Martin Solveig & Dragonette - Hello - 4:17
7. Alan & Paul - Tintarella di luna (Paki & Jaro Red Mix) - 4:35
8. Swedish House Mafia feat. Pharrell - One (Your Name) - 3:09
9. Soundboy - Let Me Go - 4:02
10. Kato vs. DJ José - Turn The Lights Off feat. Jon - 3:53
11. Zoe Badwi - Freefallin' (Denzal Park Remix) - 4:58
12. Cristian Marchi and Nari & Milani feat. Max'C - I Got You (Antillas & Dankann Inda House Rework) - 4:22
13. Woody Bianchi - You Got What I Want (Raf Marchesini Radio Mix) - 3:17
14. Chuckie & Hardwell feat. Ambush - Move It 2 The Drum - 3:17
15. David Morales feat. Janice Robinson - I Make You Gaga - 3:00
16. Bonus Track: I Tamarri - Stiamo come i pazzi (Quartoggiaro Mix) - 3:29

## CD2
Intro: Sigla Zoo by Molella - Paradise & The Zoo
1. DJ Spyne & Pippo Palmieri - Hold On - 5:26
2. Gabry Ponte feat. Maya Days - Sexy DJ (In Da Club) - 4:02
3. Bob Sinclar feat. Ben Onono - Rainbow of Love - 5:29
4. Funky Junction vs. Splashfunk feat. 2 In A Room - Shake Dat Booty (Move) - 3:04
5. Ricky L feat. M:ck - Born Again (Balearic Soul Club Mix) - 3:38
6. Skunk Anansie - My Ugly Boy (Benny Benassi Remix) - 3:03
7. Afrojack feat. Eva Simons - Take Over Control - 4:41
8. Chris Willis - Louder (Put Your Hands Up) - 3:30
9. Duck Sauce - Barbra Streisand - 4:23
10. Erick Morillo & Eddie Thoneick feat. Shawnee Taylor - Live Your Life - 5:24
11. Gina Star - I Want It Now - 3:48
12. Swedish House Mafia vs. Tinie Tempah - Miami 2 Ibiza - 4:03
13. Tommy Vee & Mr. V - Bang Bang (Club Mix) - 3:57
14. Gramophonedzie - Out Of My Head - 4:22
15. I Tamarri - Paniken Und Wahnsinn - 5:07
16. Bonus Track: Wender - Noi della cumpa (Wender Remix) - 6:37

## CD3 - Smandibola
1. Wender - Ho un pazzo nel palazzo feat. Gino lo spazzino & Sopreman (Cat Version) - 3:15
2. Molella feat. Alessia D'Andrea - Paradise (Wender Remix) - 5:13
3. Wender - Meno con la cassa - 3:38
4. I Tamarri - Panico Paura (lento violento rmx) - 4:25
5. Wender feat. Sopreman - Solo se - 3:58
6. Wender - Wild Breath - 4:37
7. Wender - Bidello nel cervello (cattedra mix) - 4:38
8. Wender feat. Gino lo spazzino - Un piccione sul lampione (me stesso rmx) - 4:31
9. Paolo Noise feat. Danti - Vedo cose che altri non vedono (Tecno Austria Remix) - 7:07
10. Paolo Noise - 21 modi per dirti ti amo - 4:57
11. Paolo Noise - Nessuno è salvo - 6:53
12. Paolo Noise - Self Control - 3:29
13. Paolo Noise and Roofiole - Giulia (Instrumental) - 6:36
14. Paolo Noise feat. Two Fingerz - Musica ignorante - 6:12
15. Paolo Noise feat. The Outhere Brothers - Pass The Toilet Paper - 6:43